# Bestuurder (verkeer)

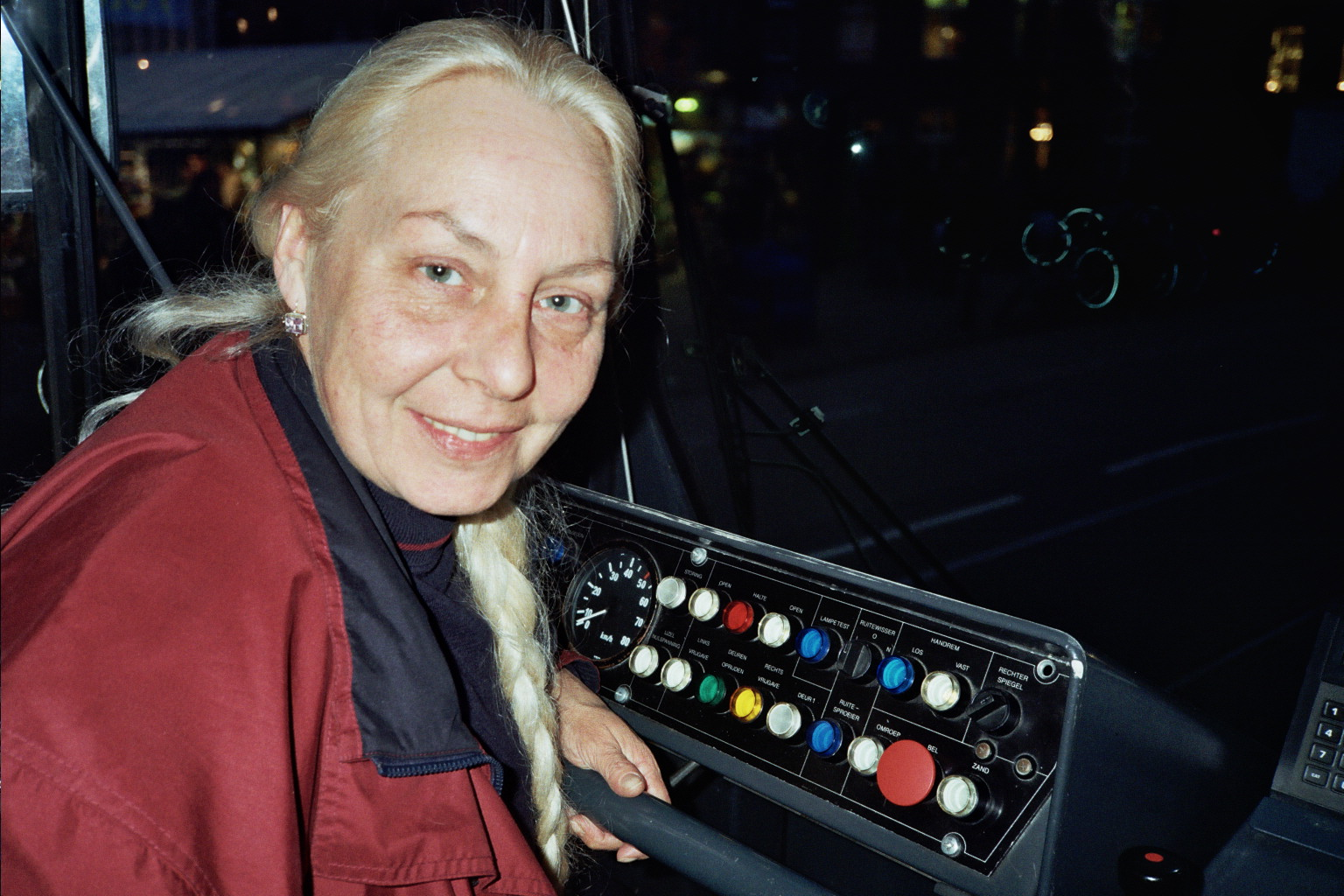
Een trambestuurder in Amsterdam

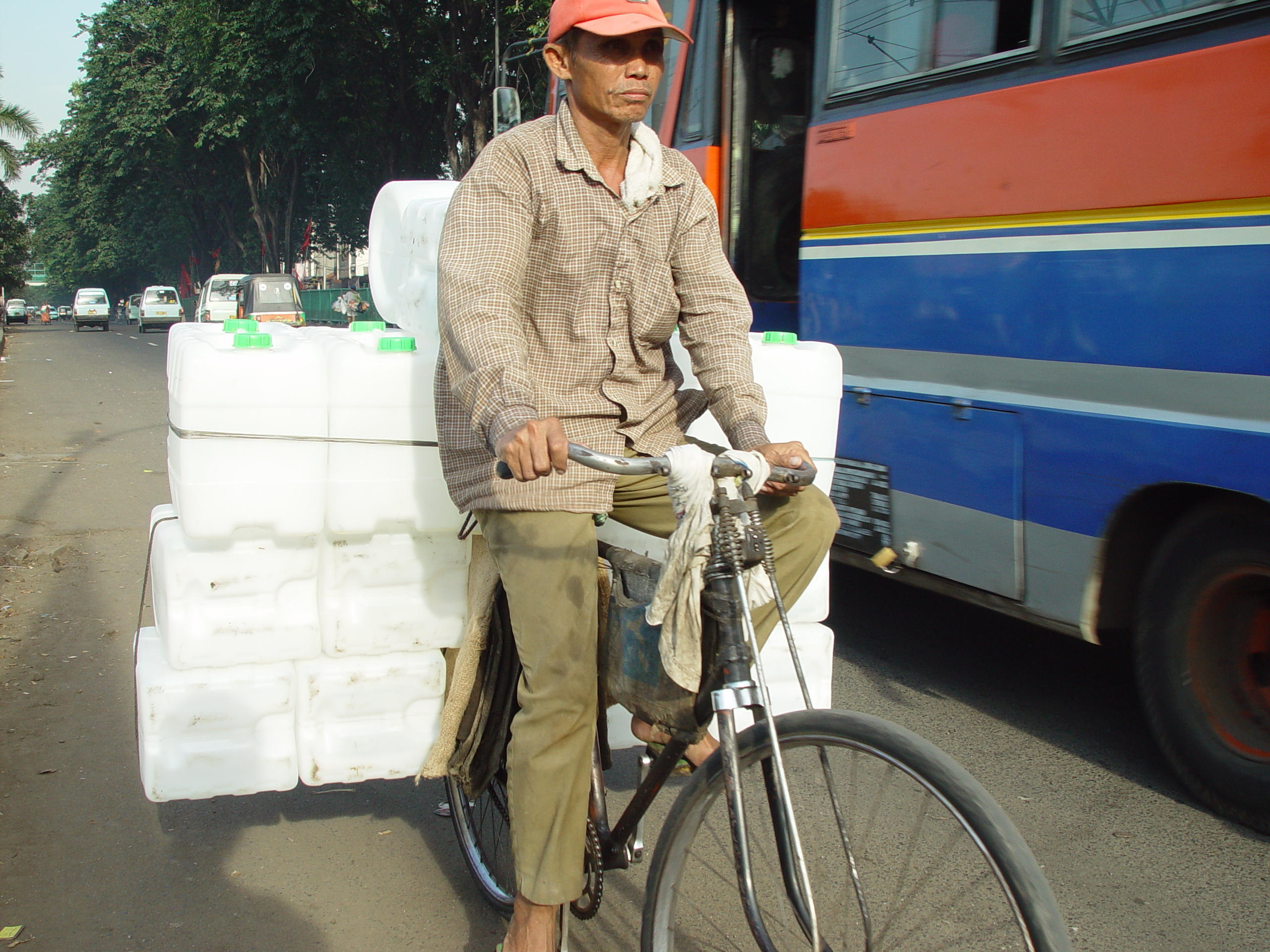
Een fietser in Indonesië

Een bestuurder of bestuurster is in het verkeer iemand die een vervoermiddel bestuurt.
In het Nederlandse Reglement verkeersregels en verkeerstekens uit 1990 (RVV 1990) wordt in artikel 1 van het eerste hoofdstuk het begrip bestuurders voor het wegverkeer gedefinieerd als “alle weggebruikers behalve voetgangers” en een weggebruiker als “voetgangers, fietsers, bromfietsers, bestuurders van een gehandicaptenvoertuig, van een motorvoertuig of van een tram, ruiters, geleiders van rij- of trekdieren of vee en bestuurders van een bespannen of onbespannen wagen”.
In het Belgisch verkeersreglement is de definitie van bestuurder:
“al wie een voertuig bestuurt of trek-, last- en rijdieren of vee geleidt of bewaakt”.
Voor de bestuurder van verschillende vervoermiddelen (in ruime zin) bestaan verschillende namen:
- bestuurder van een auto: chauffeur of automobilist
- bestuurder van een fiets: fietser
- bestuurder van een motorfiets: motorrijder
- ‘bestuurder’ van een paard (waar men tijdens het rijden op zit): ruiter (man) of amazone (vrouw)
- bestuurder van een bespannen wagen (rijtuig, koets): wagenmenner of koetsier
- bestuurder van een raceauto of racemotor: coureur
- bestuurder van een schip: stuurman
- bestuurder van een tram: trambestuurder (in België ook wel wattman)
- bestuurder van een trein of: treinmachinist of treinbestuurder
- bestuurder van een vliegtuig: piloot
- bestuurder van een ruimtevaartuig: astronaut,  kosmonaut